# Factotum (novel·la)
Factotum (1975) és la segona novel·la escrita per Charles Bukowski.

## Argument
La trama se situa en 1944 i gira sobre la vida de Henry Chinaski, home jove que ha estat rebutjat pel projecte de la Segona Guerra Mundial i per això va vagant d'un treball en un altre. La història se centra en la narració de les diferents ocupacions de poca qualificació que va exercint. Viu a la ciutat de Los Angeles, als barris de classe baixa a la recerca d'un treball que no s'interposi entre ell i la seva veritable vocació: ser escriptor. Malgrat ser rebutjat contínuament per les editorials, continua escrivint, ja que pensa que pot fer-ho millor que els autors publicats.
La seva vida gira entorn de l'alcohol, passant multitud d'hores en bars i bevent a casa, del sexe, de les apostes i de l'ociositat. Sent repulsió pel món en el qual viu i la seva única via d'escapament és la beguda i l'escriptura.

## Personatges
Henry “Hank” Chinaski és un personatge fictici protagonista de diverses obres de Charles Bukowski. Es tracta de l'àlter ego de l'escriptor, sota el qual amaga gran quantitat d'experiències autobiogràfiques a més de guardar semblança entre els dos tant físicament com psicològica.
Chinaski és un escriptor que treballa com a carter durant diversos anys. És qualificat com a antiheroi: alcohòlic, faldiller, misantrop i tem el compromís.
Apareix en diferents novel·les com Carter (1971), Factotum (1975), Dones (1978), La senda del perdedor (1985), Hollywood (1989), a més de ser esmentat en altres obres, com Pulp (1994).

## Adaptació al cinema
Factotum va ser adaptada a una pel·lícula sota el mateix nom en 2005, dirigida per Bent Hamer i protagonitzada per Matt Dillon, Lili Taylor i Marisa Tomei.
Va ser una coproducció EUA-Noruega. Té una durada de 94 minuts i és classificada en el gènere Drama / Alcoholisme.